# Argentina striata
Argentina striata är en fiskart som beskrevs av Goode och Bean, 1896. Argentina striata ingår i släktet Argentina och familjen guldlaxfiskar. Inga underarter finns listade i Catalogue of Life.

## Bildgalleri

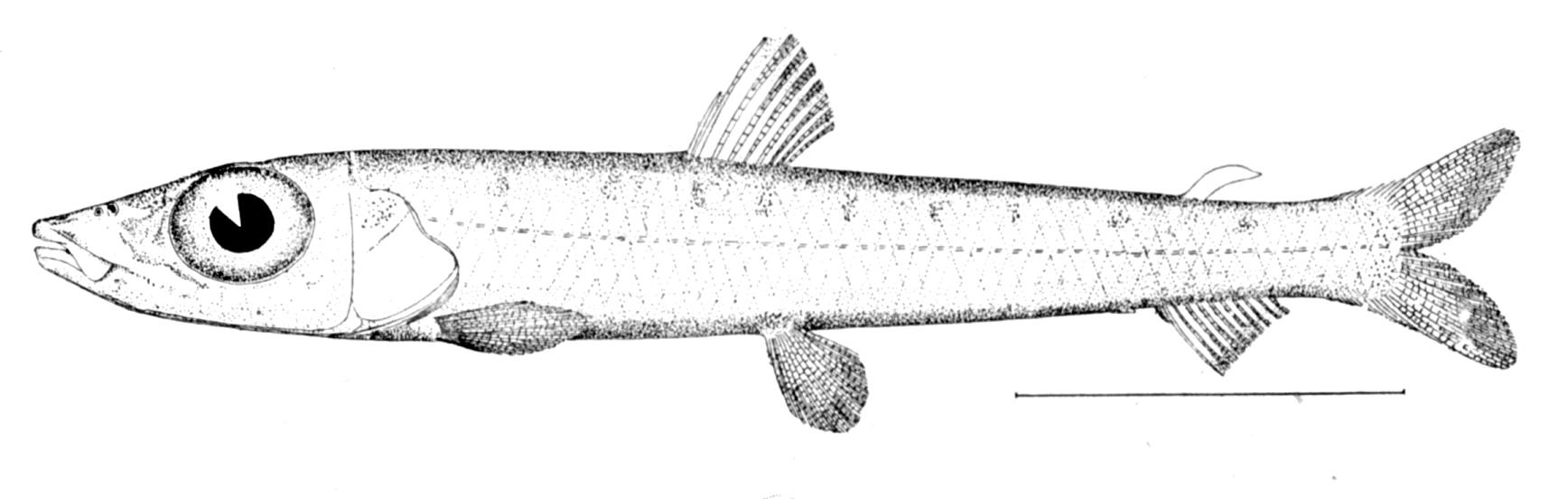